# Municipio de West Salem
El municipio de West Salem  (en inglés: West Salem Township) es un municipio ubicado en el condado de Mercer en el estado estadounidense de Pensilvania. En el año 2000 tenía una población de 3.565 habitantes y una densidad poblacional de 37.0 personas por km².

## Geografía
El municipio de West Salem se encuentra ubicado en las coordenadas 41°25′00″N 80°30′59″O / 41.41667, -80.51639.

## Demografía
Según la Oficina del Censo en 2000 los ingresos medios por hogar en la localidad eran de $38,480 y los ingresos medios por familia eran $44,706. Los hombres tenían unos ingresos medios de $32,281 frente a los $20,822 para las mujeres. La renta per cápita para la localidad era de $16,834. Alrededor del 6,7% de la población estaban por debajo del umbral de pobreza.